# Sozialwissenschaftliches Institut der Bundeswehr

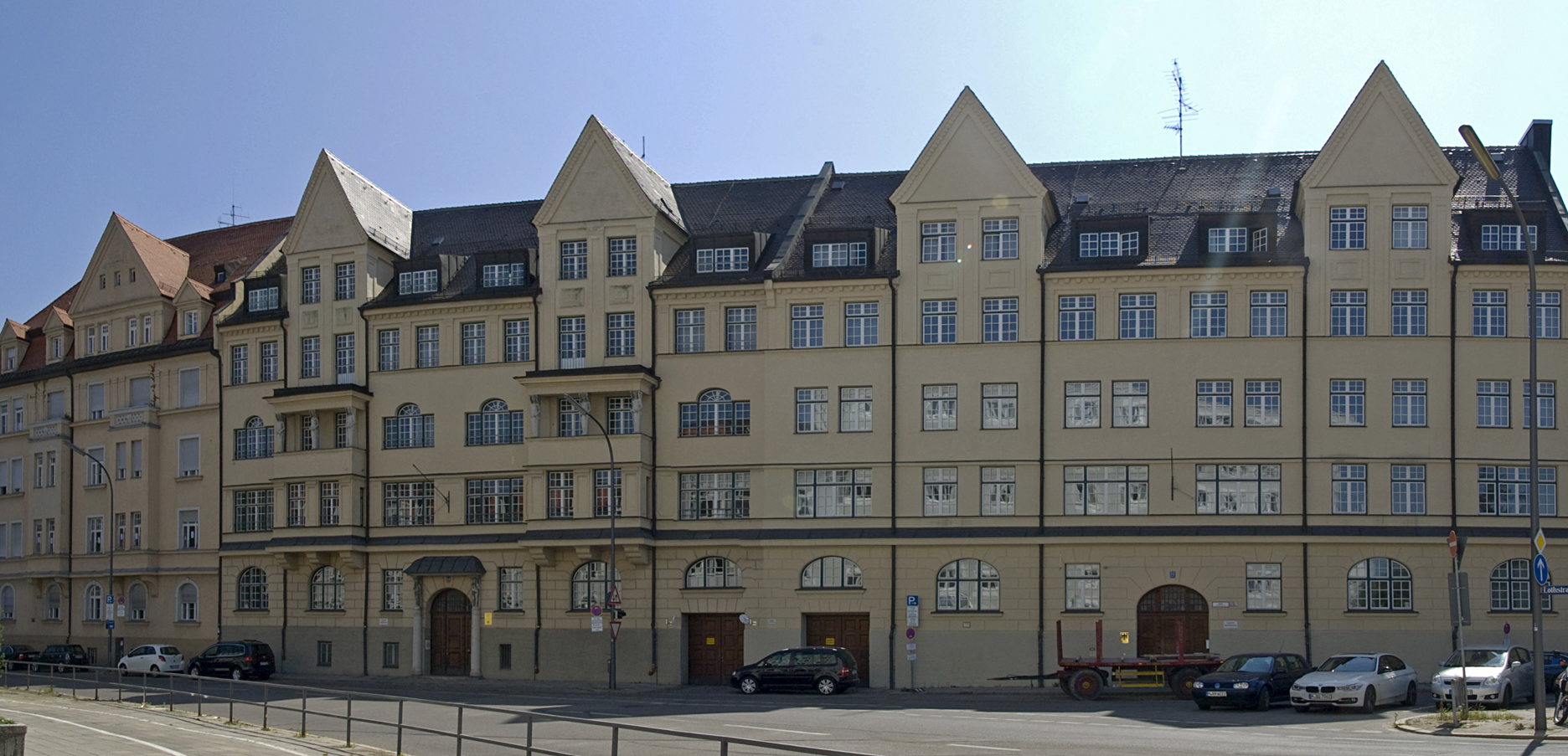
Ehemaliger Sitz des SOWI: Winzererstraße 52, München

Das Sozialwissenschaftliche Institut der Bundeswehr (SWInstBw bzw. SOWI) war eine militärische Dienststelle und Einrichtung der Ressortforschung des Bundes und betrieb im Auftrag des Bundesministeriums der Verteidigung militärbezogene sozialwissenschaftliche Forschung für die Bundeswehr. Es war der Streitkräftebasis zugeordnet, wobei es dem Streitkräfteamt truppendienstlich unterstand. Sitz des Sozialwissenschaftlichen Instituts der Bundeswehr war zuletzt die Struzberg-Kaserne in Strausberg. Das Institut wurde schließlich zum 31. Dezember 2012 aufgelöst.

## Geschichte
Das Sozialwissenschaftliche Institut der Bundeswehr entstand 1974 in München und ging aus dem Wissenschaftlichen Institut für Erziehung und Bildung in den Streitkräften hervor, das 1968 gegründet wurde, um die Lehrpläne für die künftigen Hochschulen der Bundeswehr sowie allgemeine Grundlagen für die Ausbildung in den Streitkräften zu entwickeln. Durch die Umwandlung des stark pädagogisch ausgerichteten Instituts in eine sozialwissenschaftliche Forschungseinrichtung rückte die streitkräftebezogene empirische Sozialforschung, verbunden mit der Theorie- und Methodenentwicklung, in den Mittelpunkt der Arbeit des Instituts.
Die im Zusammenhang mit der deutschen Wiedervereinigung getroffene Entscheidung des Bundesministeriums der Verteidigung, die Dienststellen des Aufgabenverbundes Innere Führung an einem Ort in den neuen Bundesländern räumlich zusammenzufassen, führte Anfang 1995 zur Verlegung des Institutes nach Strausberg.
Das Institut wurde mit anderen Ressortforschungseinrichtungen des Bundes im April 2009 vom Wissenschaftsrat begutachtet, der im November 2009 seine Stellungnahme zur Arbeit des SWInstBw abgab.
Am 26. Oktober 2011 wurde bekannt, dass das SWInstBw mit dem Militärgeschichtlichen Forschungsamt am Standort Potsdam zusammengelegt werden soll. Das Institut wurde schließlich zum 31. Dezember 2012 aufgelöst. Seine Mitarbeiter und Aufgaben sind weitgehend in das neuaufgestellte Zentrum für Militärgeschichte und Sozialwissenschaften der Bundeswehr überführt worden.

## Auftrag
Durch eine problemorientierte sozialwissenschaftliche Forschung mit überwiegend empirischer Ausrichtung stellte das Institut Expertisen für die politische Leitung und militärische Führung der Bundeswehr sowie für die wissenschaftliche und allgemeine Öffentlichkeit im In- und Ausland bereit und trug zur Grundlagenforschung bei. Dazu wendete es quantitative und qualitative Methoden der empirischen Sozialforschung an.
Es stellte Forschungsergebnisse aus repräsentativ angelegten und regelmäßig vorgenommenen Meinungsumfragen (Bevölkerungsbefragung, Jugendbefragung, Streitkräftebefragung, Befragung von studierenden Offizieren) bereit, um entsprechende Rahmenbedingungen für die Bundeswehr zu klären und politische, administrative und militärfachliche Entscheidungen vorzubereiten.
Das Institut untersuchte die Zusammenarbeit mit Partnernationen in gemeinsamen Verbänden am Heimatstandort wie auch im Einsatz und ermittelt Einstellungen und Belastungen der Soldaten in Auslandseinsätzen der Bundeswehr mit dem Ziel, die Vorbereitung auf diese Aufgaben, die Auftragserfüllung vor Ort, die Unterstützung der Soldatenfamilien während der Einsatzzeit und die Betreuung von Soldaten nach der Rückkehr vom Auslandseinsatz zu verbessern.
Es ermittelte Bedingungen, Möglichkeiten und Grenzen einer gemeinsamen europäischen Streitkräfteintegration mit dem Ziel, Entwicklungen systematisch zu erfassen und zu analysieren, um daraus Handlungsvorschläge zu erarbeiten und organisationswissenschaftliche Unterstützung für die beteiligten Akteure und Führungskräfte zu leisten.
Es deckte Erkenntnisbedarf bei der Bewältigung der vielfältigen Herausforderungen, welche sich aus dem Prozess der Transformation der Bundeswehr ergeben, und es widmete sich der Praxis und Weiterentwicklung der Konzeption des Staatsbürgers in Uniform und der Inneren Führung.

## Organisation
Das SWInstBw wurde als militärische Dienststelle geführt und umfasste zwei Projektbereiche sowie einen Verwaltungs- und Unterstützungsbereich. Das Institut war zuletzt an eine Fachinformationsstelle mit Bibliothek auf dem Campus Strausberg angebunden, die sowohl Wissenschaftlern und Gastwissenschaftlern des Instituts als auch externen Benutzern offenstand.
Der Projektbereich I gliederte sich in die Forschungsschwerpunkte „Multinationalität/Europäische Streitkräfte“, „Sozialwissenschaftliche Begleitung der Auslandseinsätze der Bundeswehr“ und „Militär, Ethik und Innere Führung“. Der Projektbereich II unterteilte sich in die Forschungsschwerpunkte „Einstellungsforschung und Meinungsumfragen“, „Transformation der Bundeswehr“ und „Personalgewinnung und Personalbindung“.
Das SWInstBw beschäftigte auf der Grundlage eines "Kern-Mantel-Prinzips" überwiegend beamtete Wissenschaftler und wissenschaftliche Angestellte, wobei Soldaten vor allem im Projekt- und Organisationsbereich zum Einsatz kamen. Das Institut war Mitglied der Arbeitsgemeinschaft der Ressortforschungseinrichtungen.

## Direktoren
- 1974: Thomas Ellwein
- 1974–1983: Ralf Zoll
- 1984–1997: Oberstleutnant d.R. Bernhard Fleckenstein
- 1997–1998: Oberst i. G. Heinrich Geppert
- 1998–2001: Oberst i. G. Klaus Lohmann
- 2001–2002: Oberst i. G. Rainer Senger
- 2002–2005: Jörn Thießen
- 2006–2012: Ernst-Christoph Meier